# Wilhelm Hort
Wilhelm Hort (Wilhelm Karl Konrad Siegmund Adam Hort; * 20. März 1878 in Madelungen bei Eisenach; † 2. Juni 1938 in Berlin) war ein technischer Physiker.
Seine Eltern waren der Pfarrer Friedrich Hort (1851–1920) und Anna (* 1853), die Tochter des Gutsbesitzers Karl Georgi in Hausbreitenbach (Berka/Werra).
Er studierte in Jena Mathematik und Physik und in Braunschweig Maschinenbau und Elektrotechnik, wobei er 1902 Diplom-Ingenieur wurde. 1904 promovierte er in Göttingen bei Hans Lorenz in Physik.
Danach arbeitete er teils freiberuflich, aber auch als Oberingenieur der AEG-Turbinenfabrik.
1917 habilitierte er sich an der Technischen Hochschule Berlin und wurde 1923 dort Titularprofessor. 1919 gründete er zusammen mit Georg Gehlhoff die Deutsche Gesellschaft für Technische Physik. Er war einer der Herausgeber der Zeitschrift für technische Physik. 1922 heiratete er Margarethe Reiche, mit der er zwei Söhne hatte. 1928 wurde er am Heinrich-Hertz-Institut für Schwingungsforschung Leiter der Abteilung Mechanik. Im gleichen Jahr gab er die vom Breslauer Assistenten Hermann Steuding zusammen mit Hugo Steuding verfasste und preisgekrönte Arbeit Messung mechanischer Schwingungen heraus. Hort entwickelte die technischen Schwingungslehre zu einem eigenständigen Fach und wurde 1931 an der TH Berlin auf den ersten deutschen Lehrstuhl für Mechanische Schwingungslehre berufen.

## Werke
- Die Differentialgleichungen des Ingenieurs, Springer 1914. Archive (In mehreren Auflagen auch für Physiker und mit Coautoren)